# 1983년 조선민항 일류신 Il-62 추락 사고
1983년 조선민항 일류신 Il-62 추락 사고(영어: 1983 Chosonminhang Ilyusin Il-62 crash)는 1983년 7월 1일 조선민주주의인민공화국 항공사인 조선민항(현재의 고려항공)의 일류신 Il-62M이 항공기가 서아프리카 기니의 산에 추락한 사고이다. 이 사고로 탑승자 23명 전원이 사망했다. 이 항공기는 이듬해인 1984년 아프리카통합기구(OECD) 정상회의를 앞두고 건설 화물과 수많은 노동자를 태우고 평양에서 비행하고 있었다. 이 사건은 기니 역사상 가장 치명적인 항공사고로 남아 있으며, 도입 이후 일류신 Il-62기의 10번째 운항손실이었다.

## 항공기 및 비행
조선민항은 1981년 초 카잔 항공 공장에서 제조한 소련제 일류신 Il-62M이다. 같은 해 조선민주주의인민공화국의 항공사인 조선민항에 팔렸다. 1982년 부주의로 열린 화물 출입문으로 이륙이 중단된 것을 제외하면 사고 내력이 전혀 없었다.
1983년 7월 1일 조선민항은 1984년 5월 기니의 코나크리에서 열릴 예정인 제20차 아프리카연합기구(Africa Organization of African Unity) 정상회의를 앞두고 홀 공사를 마무리하기 위해 조선민주주의인민공화국 평양에서 온 건설자재와 기술자 몇 명을 싣고 있었다. 조선민항은 카불과 카이로에 경유하여 코나크리에 도착을 했다.

## 추락
1983년 7월 1일, 조선민항은 코나크리 국제공항에서 북서쪽으로 160마일 떨어진 라베 마을 근처인 푸타잘론의 기니 고원 지역에서 추락하여 탑승한 23명 전원이 사망했다. 조선민항의 첫 번째 치명적인 사고였다. 사고 소식은 원격 추락 현장에 접근하기 어려웠다. 추락원인은 공개되지 않았지만, 피로에 의해 복합된 조종사 오류가 의심된다.
기니 정부 고위 대표단은 추락 직후 조선민주주의인민공화국을 방문해 김일성 주석에게 공식 조의를 표했다.

## 같이 보기
- 고려항공
- 이스턴 항공 980편 추락 사고
- 아에로플로트 498편 추락 사고
- 아에로플로트 5463편 추락 사고
- 타이 항공 331편 추락 사고